# Triple Alianza (1717)
La Triple Alianza, pactada mediante la firma del tratado de La Haya de 1717, firmado el 4 de enero de 1717 en La Haya, fue la unión de las Provincias Unidas de los Países Bajos, Francia y Gran Bretaña, en un intento por obligar a España a cumplir las disposiciones del tratado de Utrecht de 1713.